# Mario Tozi
Mario Tozi (Roma, 2 marzo 1920 – Palermo, 20 gennaio 1998) è stato un calciatore italiano, di ruolo difensore.
In alcune fonti è citato come Mario Tozzi.

## Carriera
Giocò in Serie A con la maglia del Palermo nella stagione 1945-1946 (20 presenze ed una rete).

## Palmarès
- Campionato italiano Serie C: 1

Palermo-Juventina: 1941-1942
- Campionato siciliano: 1

Palermo: 1945